# Thylacoleo crassidentatus
Thylacoleo crassidentatus  — австралійський м'ясоїдний ссавець родини Thylacoleonidae (Сумчастолевові).  Етимологія: грец. θύλακος – «сумка», лат. leo – «лев», лат. crassi – «товсто-», лат. dentatus – «-зубий»

## Опис
Викопні рештки було знайдено поблизу містечка Чінчіла, Квінсленд (Chinchilla Local Fauna) та інших плейстоценових місцезнаходженнях на сході Австралії. Цей вид сумчастих левів був розміром із собаку. 